# Горелов, Иван Павлович (Герой Советского Союза)

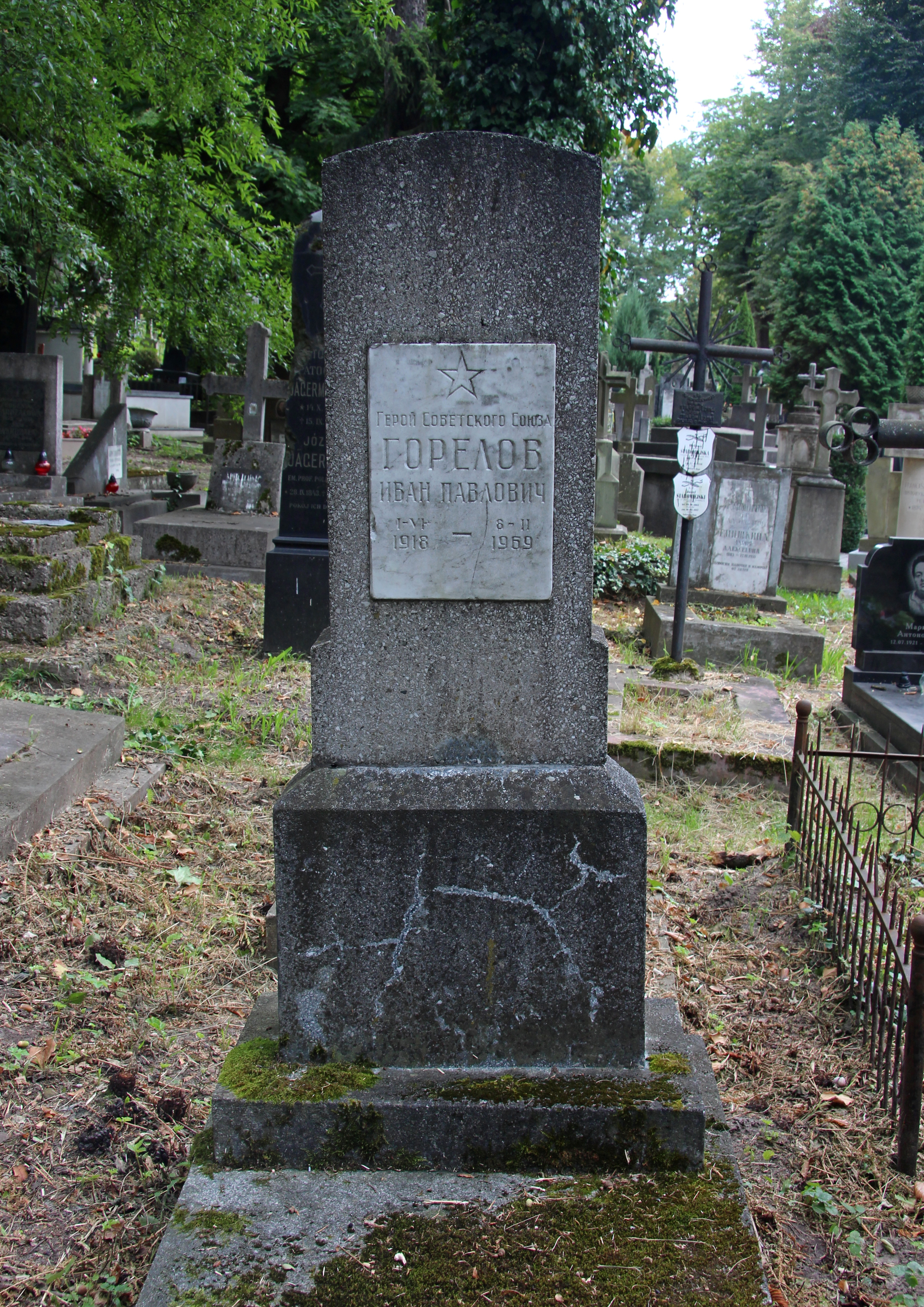

Иван Павлович Горелов (1918—1969) — лейтенант Рабоче-крестьянской Красной Армии, участник Великой Отечественной войны, Герой Советского Союза (1944).

## Биография
Родился 1 июня 1918 года в селе Селищи (ныне — Краснослободский район Мордовии) в крестьянской семье. Получил начальное образование, работал трактористом в машинно-тракторной станции.
В 1939 году был призван на службу в Рабоче-крестьянскую Красную Армию. Окончил курсы младших лейтенантов. С начала Великой Отечественной войны — на её фронтах. К ноябрю 1943 года младший лейтенант Иван Горелов командовал огневым взводом артиллерийского дивизиона 71-й механизированной бригады 9-го механизированного корпуса 3-й гвардейской танковой армии 1-го Украинского фронта. Отличился во время освобождения Киевской области Украинской ССР.
6 ноября 1943 года в ходе боя за село Хотов Киево-Святошинского района взвод под командованием Иван Горелова, подпустив колонну противника поближе, уничтожил 2 тягача, легковую автомашину и 5 орудий. 7 ноября у разъезда в районе села Волица Фастовского района, ведя огонь прямой наводкой, взвод уничтожил большое количество солдат и офицеров противника.
Указом Президиума Верховного Совета СССР «О присвоении звания Героя Советского Союза генералам, офицерскому, сержантскому и рядовому составу Красной Армии» от 10 января 1944 года за «образцовое выполнение боевых заданий командования на фронте борьбы с немецко-фашистскими захватчиками и проявленные при этом отвагу и геройство» был удостоен высокого звания Героя Советского Союза с вручением ордена Ленина и медали «Золотая Звезда».
После окончания войны в звании лейтенанта был уволен в запас. Проживал во Львове, работал на Львовской железной дороге. Скончался 8 февраля 1969 года. Похоронен на поле № 13 Лычаковского кладбища во Львове.
Был также награждён орденом Александра Невского и рядом медалей.

## Увековечение памяти
- Памятная доска Горелову Ивану Павловичу была установлена на мемориальном комплексе воинам погибшим в годы Великой Отечественной войны на площади Победы в г. Краснослободск. В 2019 году демонтирована, в связи с установкой бюста героя.

Бюст Горелова в г. Краснослободске.